# U19-Europamästerskapet i fotboll för damer 2002
U19-Europamästerskapet i fotboll för damer 2002 spelades i Sverige 2–12 maj 2002. Alla matcher spelades i Skåne. Finalen avgjordes i Helsingborg på Olympia mellan Tyskland och Frankrike, där Tyskland vann med 3–1.

## Gruppspel

### Grupp A
| Nr | Lag       | S | V | O | F | GM | IM | MS | P |
| -- | --------- | - | - | - | - | -- | -- | -- | - |
| 1  | Tyskland  | 3 | 3 | 0 | 0 | 6  | 2  | +4 | 9 |
| 2  | Frankrike | 3 | 1 | 1 | 1 | 4  | 4  | 0  | 4 |
| 3  | Spanien   | 3 | 1 | 0 | 2 | 2  | 4  | −2 | 3 |
| 4  | Sverige   | 3 | 0 | 1 | 2 | 0  | 2  | −2 | 1 |

| 1     | 2 maj 2002 | Frankrike             | 2 – 3           | Tyskland                     | Olympia                                                   |                                                           |
| UTC+2 | UTC+2      | Claire Morel 36′, 41′ | (2 – 1) Rapport | 20′, 56′, 69′ Barbara Müller | Helsingborg Publik: 1 046 Domare: Anri Hänninen (Finland) | Helsingborg Publik: 1 046 Domare: Anri Hänninen (Finland) |
| UTC+2 | UTC+2      |                       |                 |                              | Helsingborg Publik: 1 046 Domare: Anri Hänninen (Finland) | Helsingborg Publik: 1 046 Domare: Anri Hänninen (Finland) |
| UTC+2 | UTC+2      |                       |                 |                              | Helsingborg Publik: 1 046 Domare: Anri Hänninen (Finland) | Helsingborg Publik: 1 046 Domare: Anri Hänninen (Finland) |

| 2     | 2 maj 2002 | Sverige | 0 – 1           | Spanien           | Olympia                                                               |                                                                       |
| UTC+2 | UTC+2      |         | (0 – 0) Rapport | 90′ Erika Vázquez | Helsingborg Publik: 2 253 Domare: Floarea Cristina Ionescu (Rumänien) | Helsingborg Publik: 2 253 Domare: Floarea Cristina Ionescu (Rumänien) |
| UTC+2 | UTC+2      |         |                 |                   | Helsingborg Publik: 2 253 Domare: Floarea Cristina Ionescu (Rumänien) | Helsingborg Publik: 2 253 Domare: Floarea Cristina Ionescu (Rumänien) |
| UTC+2 | UTC+2      |         |                 |                   | Helsingborg Publik: 2 253 Domare: Floarea Cristina Ionescu (Rumänien) | Helsingborg Publik: 2 253 Domare: Floarea Cristina Ionescu (Rumänien) |

| 5     | 4 maj 2002 | Spanien | 0 – 2           | Tyskland                                | Staffansvallen                                                   |                                                                  |
| UTC+2 | UTC+2      |         | (0 – 1) Rapport | 16′ Annelie Brendel 87′ Viola Odebrecht | Staffanstorp Publik: 250 Domare: Alexandra Ihringova (Slovakien) | Staffanstorp Publik: 250 Domare: Alexandra Ihringova (Slovakien) |
| UTC+2 | UTC+2      |         |                 |                                         | Staffanstorp Publik: 250 Domare: Alexandra Ihringova (Slovakien) | Staffanstorp Publik: 250 Domare: Alexandra Ihringova (Slovakien) |
| UTC+2 | UTC+2      |         |                 |                                         | Staffanstorp Publik: 250 Domare: Alexandra Ihringova (Slovakien) | Staffanstorp Publik: 250 Domare: Alexandra Ihringova (Slovakien) |

| 6     | 4 maj 2002 | Sverige | 0 – 0           | Frankrike | Staffansvallen                                                  |                                                                 |
| UTC+2 | UTC+2      |         | (0 – 0) Rapport |           | Staffanstorp Publik: 675 Domare: Ausra Tvarijonaite (Slovakien) | Staffanstorp Publik: 675 Domare: Ausra Tvarijonaite (Slovakien) |
| UTC+2 | UTC+2      |         |                 |           | Staffanstorp Publik: 675 Domare: Ausra Tvarijonaite (Slovakien) | Staffanstorp Publik: 675 Domare: Ausra Tvarijonaite (Slovakien) |
| UTC+2 | UTC+2      |         |                 |           | Staffanstorp Publik: 675 Domare: Ausra Tvarijonaite (Slovakien) | Staffanstorp Publik: 675 Domare: Ausra Tvarijonaite (Slovakien) |

| 9     | 6 maj 2002 | Tyskland        | 1 – 0           | Sverige | Ängelholms IP                                           |                                                         |
| UTC+2 | UTC+2      | Anja Mittag 20′ | (1 – 0) Rapport |         | Ängelholm Publik: 752 Domare: Sabrina Rinaldi (Italien) | Ängelholm Publik: 752 Domare: Sabrina Rinaldi (Italien) |
| UTC+2 | UTC+2      |                 |                 |         | Ängelholm Publik: 752 Domare: Sabrina Rinaldi (Italien) | Ängelholm Publik: 752 Domare: Sabrina Rinaldi (Italien) |
| UTC+2 | UTC+2      |                 |                 |         | Ängelholm Publik: 752 Domare: Sabrina Rinaldi (Italien) | Ängelholm Publik: 752 Domare: Sabrina Rinaldi (Italien) |

| 10    | 6 maj 2002 | Spanien          | 1 – 2   | Frankrike                         | Högalids IP                                                   |                                                               |
| UTC+2 | UTC+2      | Saray García 80′ | Rapport | 40′ Élodie Ramos 68′ Claire Morel | Kävlinge Publik: 614 Domare: Nadezhda Ulyanovskaya (Ryssland) | Kävlinge Publik: 614 Domare: Nadezhda Ulyanovskaya (Ryssland) |
| UTC+2 | UTC+2      |                  |         |                                   | Kävlinge Publik: 614 Domare: Nadezhda Ulyanovskaya (Ryssland) | Kävlinge Publik: 614 Domare: Nadezhda Ulyanovskaya (Ryssland) |
| UTC+2 | UTC+2      |                  |         |                                   | Kävlinge Publik: 614 Domare: Nadezhda Ulyanovskaya (Ryssland) | Kävlinge Publik: 614 Domare: Nadezhda Ulyanovskaya (Ryssland) |

### Grupp B
| Nr | Lag     | S | V | O | F | GM | IM | MS | P |
| -- | ------- | - | - | - | - | -- | -- | -- | - |
| 1  | Danmark | 3 | 3 | 0 | 0 | 8  | 2  | +6 | 9 |
| 2  | England | 3 | 1 | 0 | 2 | 7  | 7  | 0  | 3 |
| 3  | Schweiz | 3 | 1 | 0 | 2 | 5  | 8  | −3 | 3 |
| 4  | Norge   | 3 | 1 | 0 | 2 | 4  | 7  | −3 | 3 |

| 3     | 3 maj 2002 | Norge                      | 1 – 3           | England                                                 | Julivallen                                              |                                                         |
| UTC+2 | UTC+2      | Silje Kopke da Fonseca 38′ | (1 – 1) Rapport | 4′ Michelle Mickmott 52′ Shelly Cox 63′ Kelly McDougall | Höganäs Publik: 1 232 Domare: Sabrine Rinaldi (Italien) | Höganäs Publik: 1 232 Domare: Sabrine Rinaldi (Italien) |
| UTC+2 | UTC+2      |                            |                 |                                                         | Höganäs Publik: 1 232 Domare: Sabrine Rinaldi (Italien) | Höganäs Publik: 1 232 Domare: Sabrine Rinaldi (Italien) |
| UTC+2 | UTC+2      |                            |                 |                                                         | Höganäs Publik: 1 232 Domare: Sabrine Rinaldi (Italien) | Höganäs Publik: 1 232 Domare: Sabrine Rinaldi (Italien) |

| 4     | 3 maj 2002 | Schweiz | 0 – 3           | Danmark                                             | Julivallen                                                   |                                                              |
| UTC+2 | UTC+2      |         | (0 – 1) Rapport | 19′, 75′ Marie Herping Stentoft 66′ Mariann Gajhede | Höganäs Publik: 512 Domare: Nadezhda Ulyanovskaya (Ryssland) | Höganäs Publik: 512 Domare: Nadezhda Ulyanovskaya (Ryssland) |
| UTC+2 | UTC+2      |         |                 |                                                     | Höganäs Publik: 512 Domare: Nadezhda Ulyanovskaya (Ryssland) | Höganäs Publik: 512 Domare: Nadezhda Ulyanovskaya (Ryssland) |
| UTC+2 | UTC+2      |         |                 |                                                     | Höganäs Publik: 512 Domare: Nadezhda Ulyanovskaya (Ryssland) | Höganäs Publik: 512 Domare: Nadezhda Ulyanovskaya (Ryssland) |

| 7     | 5 maj 2002 | Norge                               | 2 – 1           | Schweiz            | Örebäcksvallen                                                |                                                               |
| UTC+2 | UTC+2      | Reidun Nilsen 9′ Marit Lyngroth 21′ | (2 – 0) Rapport | 86′ Corina Theiler | Båstad Publik: 518 Domare: Florea Cristina Ionescu (Rumänien) | Båstad Publik: 518 Domare: Florea Cristina Ionescu (Rumänien) |
| UTC+2 | UTC+2      |                                     |                 |                    | Båstad Publik: 518 Domare: Florea Cristina Ionescu (Rumänien) | Båstad Publik: 518 Domare: Florea Cristina Ionescu (Rumänien) |
| UTC+2 | UTC+2      |                                     |                 |                    | Båstad Publik: 518 Domare: Florea Cristina Ionescu (Rumänien) | Båstad Publik: 518 Domare: Florea Cristina Ionescu (Rumänien) |

| 8     | 5 maj 2002 | England       | 1 – 2           | Danmark                                         | Örebäcksvallen                                    |                                                   |
| UTC+2 | UTC+2      | Faye Dunn 68′ | (0 – 1) Rapport | 31′ Dorthe Gauhl Petersen 57′ Johanna Rasmussen | Båstad Publik: 532 Domare: Ann Hänninen (Finland) | Båstad Publik: 532 Domare: Ann Hänninen (Finland) |
| UTC+2 | UTC+2      |               |                 |                                                 | Båstad Publik: 532 Domare: Ann Hänninen (Finland) | Båstad Publik: 532 Domare: Ann Hänninen (Finland) |
| UTC+2 | UTC+2      |               |                 |                                                 | Båstad Publik: 532 Domare: Ann Hänninen (Finland) | Båstad Publik: 532 Domare: Ann Hänninen (Finland) |

| 11    | 7 maj 2002 | Danmark                                                           | 3 – 1           | Norge             | Ängelholms IP                                                |                                                              |
| UTC+2 | UTC+2      | Johanna Rasmussen 8′ Ditte Larsen 43′ Cecilie Pedersen 83′ (str.) | (2 – 1) Rapport | 37′ Reidun Nilsen | Ängelholm Publik: 1 525 Domare: Ausra Tvarijonaite (Litauen) | Ängelholm Publik: 1 525 Domare: Ausra Tvarijonaite (Litauen) |
| UTC+2 | UTC+2      |                                                                   |                 |                   | Ängelholm Publik: 1 525 Domare: Ausra Tvarijonaite (Litauen) | Ängelholm Publik: 1 525 Domare: Ausra Tvarijonaite (Litauen) |
| UTC+2 | UTC+2      |                                                                   |                 |                   | Ängelholm Publik: 1 525 Domare: Ausra Tvarijonaite (Litauen) | Ängelholm Publik: 1 525 Domare: Ausra Tvarijonaite (Litauen) |

| 12    | 7 maj 2002 | England                         | 3 – 4           | Schweiz                                                 | Högalids IP                                                    |                                                                |
| UTC+2 | UTC+2      | Faye Dunn 7′ Katy Ward 13′, 38′ | (3 – 2) Rapport | 21′, 89′ Nicole Gassmann 26′, 61′ (str.) Corina Theiler | Kävlinge Publik: 1 883 Domare: Alexandra Ihringova (Slovakien) | Kävlinge Publik: 1 883 Domare: Alexandra Ihringova (Slovakien) |
| UTC+2 | UTC+2      |                                 |                 |                                                         | Kävlinge Publik: 1 883 Domare: Alexandra Ihringova (Slovakien) | Kävlinge Publik: 1 883 Domare: Alexandra Ihringova (Slovakien) |
| UTC+2 | UTC+2      |                                 |                 |                                                         | Kävlinge Publik: 1 883 Domare: Alexandra Ihringova (Slovakien) | Kävlinge Publik: 1 883 Domare: Alexandra Ihringova (Slovakien) |

## Slutspel

### Slutspelsträd
|  | Semifinaler | Semifinaler |   |  | Final    | Final |  |
|  |             |             |   |  |          |       |  |
|  |             |             |   |  |          |       |  |
|  | Tyskland    | 1           |   |  |          |       |  |
|  | England     | 0           |   |  |          |       |  |
|  |             |             |   |  |          |       |  |
|  |             |             |   |  |          |       |  |
|  |             |             |   |  | Tyskland | 3     |  |
|  |             | Frankrike   | 1 |  |          |       |  |
|  |             |             |   |  |          |       |  |
|  |             |             |   |  |          |       |  |
|  |             |             |   |  |          |       |  |
|  |             |             |   |  |          |       |  |
|  | Danmark     | 0           |   |  |          |       |  |
|  | Frankrike   | 1           |   |  |          |       |  |

### Semifinaler
| 13    | 10 maj 2002 | Tyskland                      | 1 – 0           | England | Landskrona IP                                         |                                                       |
| UTC+2 | UTC+2       | Anne-Kathrin Sabel 29′ (str.) | (1 – 0) Rapport |         | Landskrona Publik: 312 Domare: Ann Hänninen (Finland) | Landskrona Publik: 312 Domare: Ann Hänninen (Finland) |
| UTC+2 | UTC+2       |                               |                 |         | Landskrona Publik: 312 Domare: Ann Hänninen (Finland) | Landskrona Publik: 312 Domare: Ann Hänninen (Finland) |
| UTC+2 | UTC+2       |                               |                 |         | Landskrona Publik: 312 Domare: Ann Hänninen (Finland) | Landskrona Publik: 312 Domare: Ann Hänninen (Finland) |

| 14    | 10 maj 2002 | Danmark | 0 – 1           | Frankrike        | Landskrona IP                                            |                                                          |
| UTC+2 | UTC+2       |         | (0 – 1) Rapport | 35′ Claire Morel | Landskrona Publik: 371 Domare: sabrina Rinaldi (Italien) | Landskrona Publik: 371 Domare: sabrina Rinaldi (Italien) |
| UTC+2 | UTC+2       |         |                 |                  | Landskrona Publik: 371 Domare: sabrina Rinaldi (Italien) | Landskrona Publik: 371 Domare: sabrina Rinaldi (Italien) |
| UTC+2 | UTC+2       |         |                 |                  | Landskrona Publik: 371 Domare: sabrina Rinaldi (Italien) | Landskrona Publik: 371 Domare: sabrina Rinaldi (Italien) |

### Final
| 15    | 12 maj 2002 | Tyskland                                                  | 3 – 1           | Frankrike            | Olympia                                                           |                                                                   |
| UTC+2 | UTC+2       | Isabell Bachor 34′ Barbara Müller 43′ Viola Odebrecht 70′ | (2 – 1) Rapport | 11′ Sandrine Rouquet | Helsingborg Publik: 1 205 Domare: Alexandra Ihringova (Slovakien) | Helsingborg Publik: 1 205 Domare: Alexandra Ihringova (Slovakien) |
| UTC+2 | UTC+2       |                                                           |                 |                      | Helsingborg Publik: 1 205 Domare: Alexandra Ihringova (Slovakien) | Helsingborg Publik: 1 205 Domare: Alexandra Ihringova (Slovakien) |
| UTC+2 | UTC+2       |                                                           |                 |                      | Helsingborg Publik: 1 205 Domare: Alexandra Ihringova (Slovakien) | Helsingborg Publik: 1 205 Domare: Alexandra Ihringova (Slovakien) |